# Alexander Antonowitsch Trojanowski

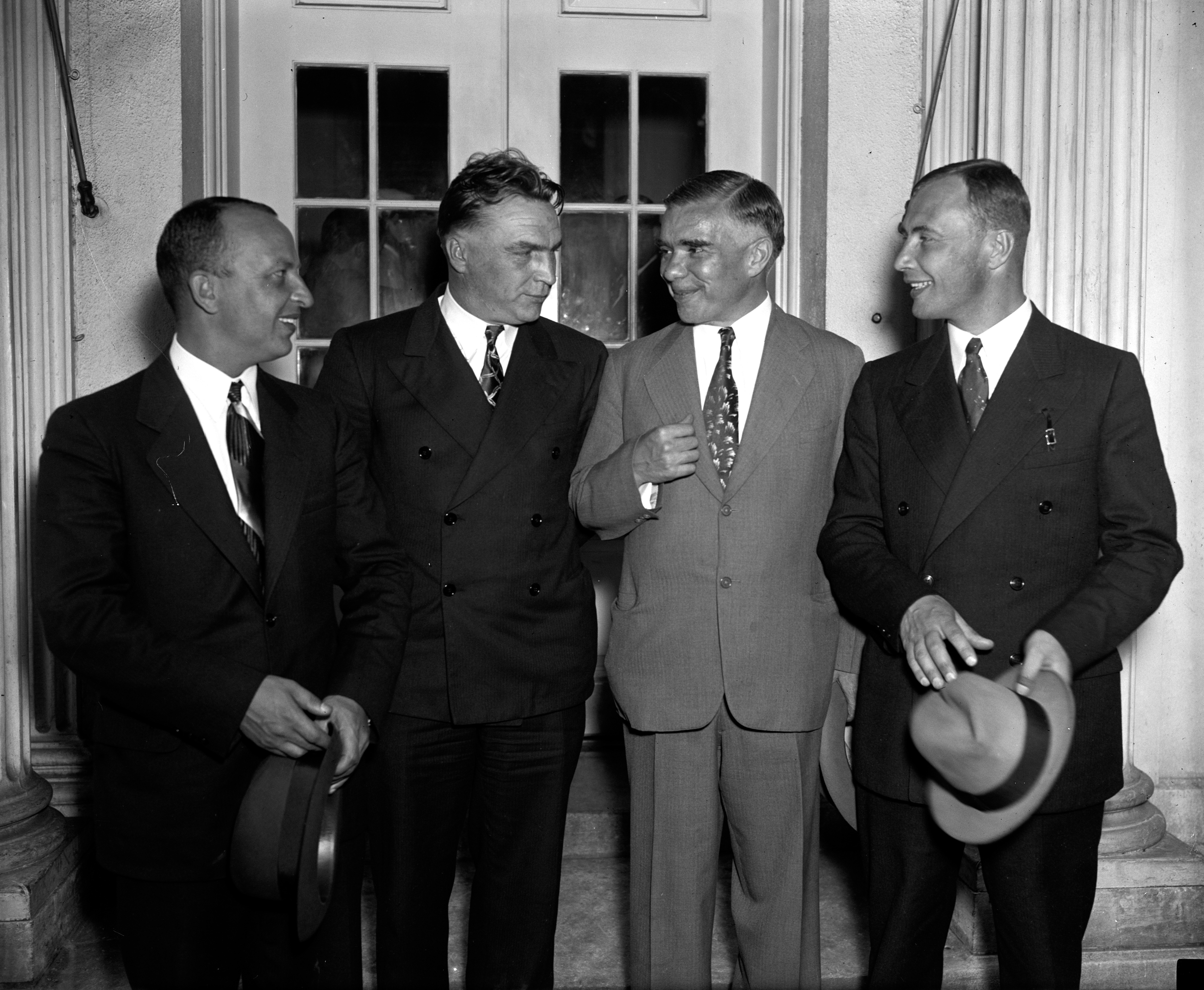
Am 28. Juni 1937 wurde Trojanowski mit drei sowjetischen Piloten, welche von der UdSSR in die USA über den Nordpol flogen, beim Verlassen des Weißen Hauses, wo sie Präsident Franklin D. Roosevelt empfangen hatte, fotografiert.
Von links: Georgi Baidukow; Waleri Tschkalow; Alexander Trojanowski; Alexander Beljakow

Alexander Antonowitsch Trojanowski (russisch Александр Антонович Трояновский; * 1. Januarjul. / 13. Januar 1882greg. in Tula; † 23. Juni 1955 in Moskau) war ein sowjetischer Botschafter.

## Leben
Trojanowski war Offizier in der Armee des Zaren. 1900 schloss er ein Studium an der Militärakademie in Woronesch ab. Von 1900 bis 1903 studierte er an einer Artillerieschule in Sankt Petersburg. 1904 belegte er ein Semester Physik, Mathematik und Rechtswissenschaft an der Nationalen Taras-Schewtschenko-Universität Kiew.
Ab 1904 war er Mitglied der SDAPR und Mitglied des Ausschusses für Kiew.
Im Russisch-Japanischen Krieg war er im April 1905 mit einer Artillerie-Einheit an Kämpfen gegen japanische Truppen in der Mandschurei beteiligt.
1908 wurde er verhaftet und verbannt. 1910 emigrierte Trojanowski aus Russland und kollaborierte mit den Bolschewiki. Nach der Oktoberrevolution 1917 kehrte er nach Russland zurück und diente von 1917 bis 1918 in der Roten Armee.
Von 1918 bis 1921 war er Dozent an einem Lehrerkolleg. Ab 1921 arbeitete er in der Geschäftsstelle des Volkskommissariat der Arbeiter- und Bauern-Inspektion der RSFSR. 1923 trat Trojanowski der Kommunistischen Partei der Sowjetunion bei. Von 1924 bis 1927 war er Vorsitzender des Generalpräsidiums der RSFSR und Vorstandsmitglied des Volkskommissariats für Außenhandel der UdSSR, vom 14. November 1927 bis 24. Januar 1933 war er bevollmächtigter Vertreter der Sowjetunion in Japan, und vom 20. November 1933 bis 1. Oktober 1938 bevollmächtigter Vertreter der UdSSR in den USA.
Im März 1936 stellte Trojanowski in einer kanadischen Zeitung die jüdische Siedlung Birobidschan-1 in der Sowjetunion vor.
Von 1939 bis 1941 war Trojanowski Dozent an der Höheren Diplomatischen Schule des Volkskommissariats der UdSSR. 1947 erhielt er eine Professur.
Ab 1941 arbeitete er im Sowjetischen Informationsbüro im Ministerrat der UdSSR.
1943 veröffentlichte er in der Sowjetunion ein Buch, in dem er die Motive der USA, sich am Zweiten Weltkrieg zu beteiligen, darstellte.
Trojanowski war mit Jelena Fjodorowna Rosmirowitsch verheiratet; die gemeinsame Tochter Galina heiratete Walerian Wladimirowitsch Kuibyschew. Der Sohn Oleg Trojanowski (1919–2003) – sowjetischer UN-Botschafter von 1976 bis 1986 – stammte aus einer weiteren Ehe.